# XB-8 (航空機)

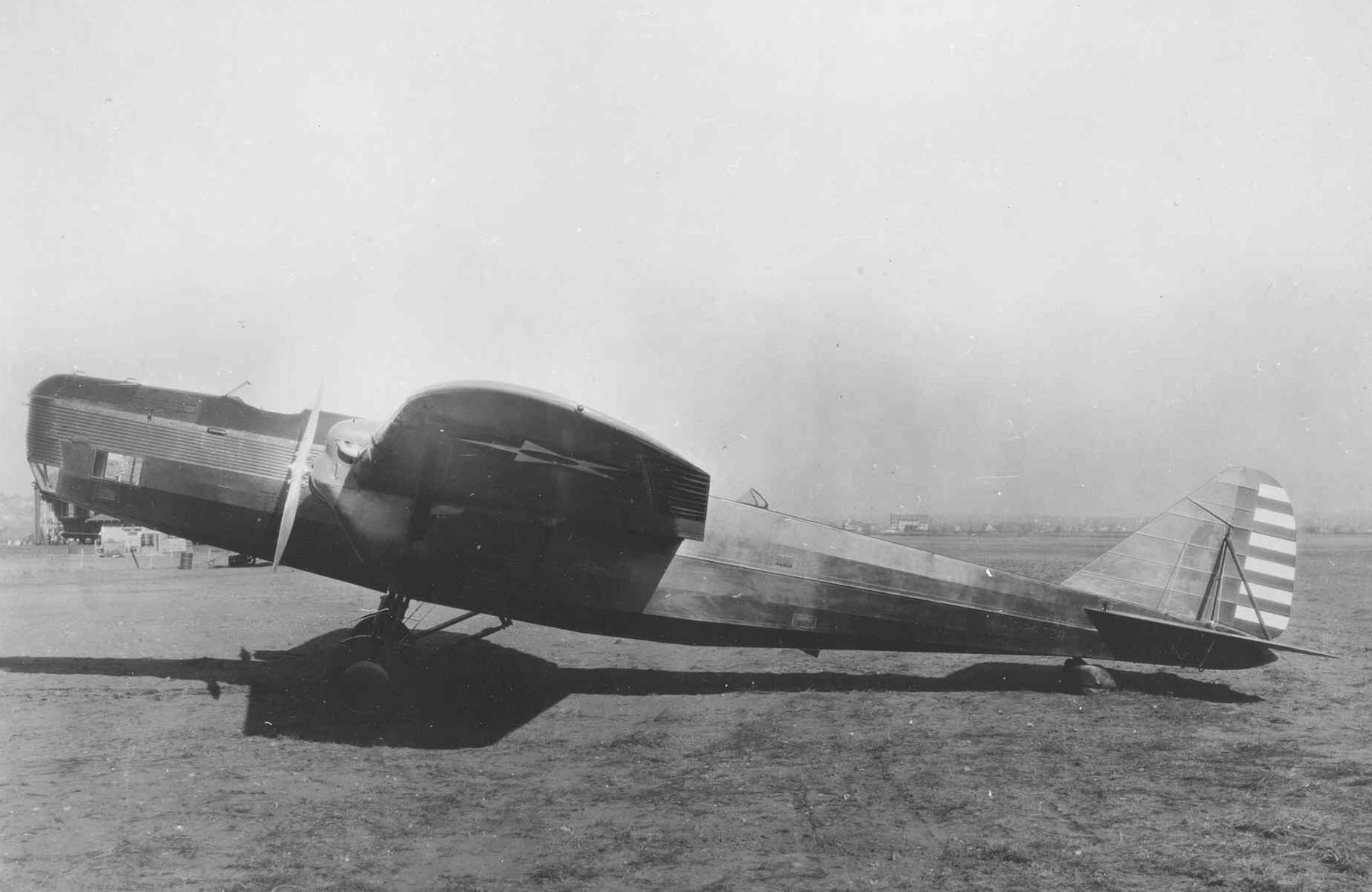
XB-8の試作機。

フォッカー XB-8（Fokker XB-8）は、1920年代末にアメリカ陸軍航空隊向けにフォッカー（アメリカ法人）が製造した爆撃機。

## 概要
XB-8の基になったのは、フォッカーの開発中の観測機O-27であった。2番目に試作されていたYO-27を改造してXB-8となった。従来爆撃機として運用されていた大型複葉機よりも高速にはなったが、爆弾の搭載能力に劣っていた。そのためさらにYB-8が2機、Y1B-8が4機発注されたが、いずれもY1O-27に生産ライン上で変更され、実際にYB-8/Y1B-8が完成することは無かった。
胴体は金属鋼管上に金属板を重ねていたが、主翼は木製であった。またアメリカで初めて車輪を格納できる観測機かつ爆撃機であった。なお同形式のライバルとしてダグラス・エアクラフトのY1B-7 / XO-36があり、いずれも従来の複葉機よりも性能が向上していると主張していた。コンペの結果、ダグラス機の方が性能が良かったため、フォッカーのXB-8の改良型がつくられることは無かった。

## 性能要目（XB-8）
- 乗員：4名
- 全長：14.0 m
- 全幅：20.0 m
- 高さ：3.50 m
- 翼面積：57.5 m2
- 空虚重量：3,112 kg
- ロード重量：4,783 kg
- 最大離陸重量：不明
- エンジン：カーチス V-1570-23 コンカラー（英語版） 12気筒エンジン（600馬力） × 2
- 最大速度：260 km/h